# Evolve's 10th Anniversary Celebration
Evolve's 10th Anniversary Celebration, también conocido como Evolve 131, fue un evento de lucha libre profesional producido en conjunto por las empresas estadounidenses WWE exclusivo de la marca NXT y Evolve, que tuvo lugar el 13 de julio de 2019 desde el 2300 Arena en Philadelphia, Pennsylvania, Canadá. Se celebró un día antes del evento Extreme Rules.
Este fue el primer evento de Evolve y el primer evento independiente que se transmite en la WWE Network.

## Antecedentes
El 26 de junio, se anunció que Adam Cole defendería el Campeonato de NXT contra Akira Tozawa, un luchador apodado "MVP de Dragon Gate USA" por WWNLive.com.
El 26 de junio, también se anunció que el Campeón Peso Crucero de la WWE, Drew Gulak, se enfrentaría al excampeón de Evolve y al actual luchador de NXT Matt Riddle en un combate sin título. Los dos luchadores habían sido previamente separados del stable de Catch Point durante su permanencia en Evolve.

## Resultados
En paréntesis se indica el tiempo de cada combate:
- Josh Briggs derrotó a Anthony Greene (con Brandi Lauren) (11:49).
  - Briggs cubrió a Greene después de un «Chokebomb».
  - Durante la lucha, Lauren interfirió a favor de Greene, pero el árbitro la expulsó del ringside.
- Stephen Wolf derrotó a Curt Stallion, Sean Maluta y Harlem Bravado (9:19).
  - Wolf cubrió a Bravado después de un «Shooting Star Press».
- Arturo Ruas derrotó a Anthony Henry en un Grudge Match (9:45).
  - Ruas cubrió a Henry después de un «Spin Kick».
- Brandi Lauren derrotó a Shotzi Blackheart en un No Disqualification Match (9:49).
  - Lauren cubrió a Blackheart después de múltiples golpes con un palo de kendo.
  - Durante la lucha, Natalia Markova & Anthony Greene interfirieron a favor de Lauren, mientras que Curt Stallion interfirió a favor de Blackheart.
- Babatunde derrotó a Colby Corino (con Sean Maluta) (3:09).
  - Babatunde cubrió a Corino después de un «Running Splash».
- AR Fox & Leon Ruff (con Ayla & The Skulk) derrotaron a The Unwanted (Eddie Kingston & Joe Gacy) y ganaron el Campeonato en Parejas de Evolve (5:25).
  - Fox cubrió a Kingston después de un «450° Splash».
- Matt Riddle (con Curt Stallion) derrotó a Drew Gulak (13:37).
  - Riddle cubrió a Gulak después de un «BroDerek».
  - Después de la lucha, ambos se dieron la mano en señal de respeto.
  - El Campeonato Peso Crucero de la WWE de Gulak no estuvo en juego.
- El Campeón de Evolve Austin Theory derrotó a JD Drake y ganó el Campeonato de WWN (16:22).
  - Theory cubrió a Drake después de un «Ataxia».
  - Después de la lucha, Josh Briggs atacó a Theory.
  - Ambos campeonatos estaban en juego.
  - Como consecuencia, el Campeonato de WWN fue desactivado.
- Adam Cole derrotó a Akira Tozawa y retuvo el Campeonato de NXT (13:15).
  - Cole cubrió a Tozawa después de un «Panama Sunrise» seguido de un «Last Shot».
  - Durante la lucha, Johnny Gargano interfirió en contra de Cole.